# Matlock (Derbyshire)
Matlock è un paese di 9 496 abitanti, capoluogo della contea del Derbyshire, in Inghilterra.

## Amministrazione

### Gemellaggi
- Eaubonne, Francia